# Acanthocinus spectabilis
Acanthocinus spectabilis là một loài bọ cánh cứng trong họ Cerambycidae.